# Anagrus columbi
Anagrus columbi är en stekelart som beskrevs av Perkins 1905. Anagrus columbi ingår i släktet Anagrus och familjen dvärgsteklar. Inga underarter finns listade i Catalogue of Life.